# Cucurbitaria carnosa
Cucurbitaria carnosa är en svampart som beskrevs av Cooke . Cucurbitaria carnosa ingår i släktet Cucurbitaria och familjen Cucurbitariaceae.   Inga underarter finns listade i Catalogue of Life.